# Präsidentschafts- und Parlamentswahlen in Argentinien 2019

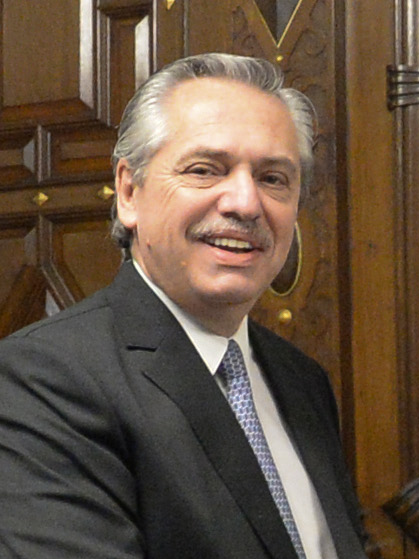
Alberto Ángel Fernández, Gewinner der Präsidentschaftswahl 2019

Die Präsidentschafts- und Parlamentswahlen in Argentinien fanden am 27. Oktober 2019 statt. Gewählt wurden der Präsident und Vizepräsident von Argentinien (Präsidentschaftswahl) sowie 130 der 257 Abgeordneten im Argentinischen Unterhaus (Cámara de Diputados) sowie 24 der 72 Senatoren (Senado) (Parlamentswahlen).

## Hintergrund
Bei den vorangegangenen Präsidentschaftswahlen 2015 setzte sich mit Mauricio Macri (PRO) erstmals nach Ende der Militärdiktatur 1983 ein Kandidat durch, der weder zur Justizialistischen Partei (PJ; Peronisten) noch zur Unión Cívica Radical gehörte, auch wenn er das Wahlbündnis Cambiemos mit letzterer eingegangen war. Innenpolitisch stand die Regierung vor den Präsidentschaftswahlen unter Druck: Das Bruttoinlandsprodukt war in den letzten Jahren mehrfach (2016 und 2018) geschrumpft und die Inflation erreichte 2018 Werte von fast 50 %. Die wirtschaftlich kritische Situation war 2019 von massiven sozialen Protesten gegen die Regierung begleitet.

## Präsidentschaftswahl

### Wahlmodus
In Vorwahlen (dem sogenannten PASO: primarias, abiertas, simultáneas y obligatorias = offene, gleichzeitige, verpflichtende Vorwahlen) am 11. August 2019 wurden die Kandidaten für die Präsidentschaftswahl gewählt, sofern sie 1,5 % der Stimmen erhielten. Zur Wahl stand jeweils die Wahlformel bestehend aus Präsidentschafts- und Vizepräsidentschaftskandidat.
Um sich bei den entscheidenden Präsidentschaftswahlen am 27. Oktober 2019 durchzusetzen, benötigt der Sieger eine relative Mehrheit von 45 % der Stimmen oder eine relative Mehrheit von 40 % der Stimmen, wenn der zweitplatzierte Kandidat mindestens zehn Prozentpunkte weniger erhält. Erreicht kein Kandidat im ersten Durchgang das notwendige Quorum, folgt eine Stichwahl zwischen den beiden Erstplatzierten.
Es besteht eine Wahlpflicht für in Argentinien gemeldete Wähler zwischen 18 und 70 Jahren. Für ältere Personen und Wähler zwischen 16 und 18 Jahren existiert diese nicht.
Laut Verfassung war es Amtsinhaber Mauricio Macri möglich, für eine zweite Amtszeit zu kandidieren.

### Kandidaten
Folgende Kandidaten stellten sich zu den Vorwahlen:
| Präsidentschaftskandidat | Präsidentschaftskandidat  | Vizepräsidentschaftskandidat | Vizepräsidentschaftskandidat   | Partei Wahlbündnis                           | Anmerkung |
| ------------------------ | ------------------------- | ---------------------------- | ------------------------------ | -------------------------------------------- | --- |
|                          | Maurico Macri             |                              | Miguel Ángel Pichetto          | Juntos por el Cambio                         | Das 2015 siegreiche Wahlbündnis Cambiemos („Lasst uns verändern“) benannte sich 2019 in Juntos por el Cambio („Gemeinsam für den Wechsel“) um und vereint weiterhin vor allem die Parteien Propuesta Republicana, Coalición Cívica-ARI und Unión Cívica Radical. Das Bündnis einigte sich auf Amtsinhaber Mauricio Macri (PRO) als Kandidaten. Neu war der peronistische Vizepräsidentschaftskandidat Miguel Ángel Pichetto (PJ). Das Wahlbündnis gilt als konservativ, liberal bzw. neo-liberal. |
|                          | Alberto Ángel Fernández   |                              | Cristina Fernández de Kirchner | Frente de Todos                              | Die in den letzten Jahren dominierende Strömung innerhalb der Justizialistischen Partei (der sogenannte Kirchnerismo, der mit Néstor Kirchner und Cristina Fernández de Kirchner von 2003 bis 2015 die Präsidenten stellte) und die Frente Renovador schlossen sich zum Wahlbündnis Frente de Todos („Front von allen“) zusammen. Weitere peronistische Strömungen schlossen sich an. Entgegen der Erwartungen zog die ehemalige Präsidentin Cristina Fernández de Kirchner ihre Ambitionen auf eine erneute Kandidatur als Präsidentin zurück und trat für die Frente de Todos unter Alberto Fernández als Vizepräsidentschaftskandidatin an. Eine politische Einordnung dieses Bündnisses hat noch nicht stattgefunden. In der Vergangenheit hatte sich Alberto Fernández tendenziell christlich-konservativ, Cristina Kirchner linkspopulistisch gezeigt. |
|                          | Roberto Lavagna           |                              | Juan Manuel Urtubey            | Consenso Federal 2030                        | Das Wahlbündnis Consenso Federal 2030 wurde von der Wahlformel des ehemaligen PJ-Mitglieds und Wirtschaftsministers unter Eduardo Duhalde und Néstor Kirchner, Roberto Lavagna, angeführt. |
|                          | José Luis Espert          |                              | Luis Rosales                   | Frente Despertar                             | Die Frente Despertar trat mit José Luis Espert und Luis Rosales an. Sie vertritt eine liberale Politik. |
|                          | Nicolás del Caño          |                              | Romina del Plá                 | Frente de Izquierda y de Trabajadores Unidad | Das sich aus linken bzw. sozialistischen Parteien zusammensetzende Bündnis trat mit der Wahlformel Nicolás del Caño / Romina del Plá an. |
|                          | Alejandro Biondini        |                              | Enrique Venturino              | Frente Patriota                              | Die nationalistische Frente Patriota trat mit der Formel Alejandro Biondini / Enrique Venturino an. |
|                          | Manuela Castañeira        |                              | Eduardo Mulhall                | Nuevo Movimento al Socialismo (MAS)          | Der Nuevo Movimiento al Socialismo trat mit der Formel Manuela Castañeira / Eduardo Mullhal an. |
|                          | Juan José Gómez Centurión |                              | Cynthia Hotton                 | Nos                                          | Das Wahlbündnis Nos trat mit der Formel Juan José Gómez Centurión / Cynthia Hotton an. |
|                          | José Romero Feris         |                              | Guillermo Sueldo               | Partido Autonomista Nacional                 | Für die Partei Partido Autonomista Nacional traten José Romero Feris und Guillermo Sueldo an. |
|                          | Raúl Albarracín           |                              | Sergio Pastore                 | Movimiento de Acción Vecinal                 | Für die Partei Movimiento de Acción Vecinal traten Raúl Albarracín und Sergio Pastore an. |

### Prognosen
Die ersten Prognosen nach Bekanntgabe der Kandidatenlisten Ende Juni 2019 sahen einen Zweikampf zwischen Herausforderer Fernández (32 % – 40 %) und Amtsinhaber Macri (29 % – 36 %) voraus. Für eine mögliche Stichwahl zwischen diesen beiden Kandidaten ließ sich vor den Vorwahlen kein eindeutiger Favorit benennen. Die übrigen Kandidaten lagen weit zurück.

### Ergebnisse

#### Vorwahlen
Bei den Vorwahlen (PASO) am 11. August 2019 erhielten die zehn Wahlformeln die folgenden Stimmenanteile. Alle Wahlformeln, die mehr als 1,5 % der Stimmen erhielten, wurden zur Präsidentschaftswahl am 27. Oktober zugelassen.
| Wahlformel                | Wahlformel                     | Partei / Wahlbündnis | Partei / Wahlbündnis                      | %     |
| Präsident                 | Vizepräsident                  | Partei / Wahlbündnis | Partei / Wahlbündnis                      | %     |
| ------------------------- | ------------------------------ | -------------------- | ----------------------------------------- | ----- |
| Alberto Fernández         | Cristina Fernández de Kirchner |                      | Frente de Todos                           | 47,65 |
| Mauricio Macri            | Miguel Ángel Pichetto          |                      | Juntos por el Cambio                      | 32,08 |
| Roberto Lavagna           | Juan Manuel Urtubey            |                      | Consenso Federal 2030                     | 8,22  |
| Nicolás del Caño          | Romina Del Plá                 |                      | Frente de Izquierda y de los Trabajadores | 2,86  |
| Juan José Gómez Centurión | Cynthia Hotton                 |                      | Frente NOS                                | 2,63  |
| José Luis Espert          | Luis Rosales                   |                      | Unite por la Libertad y la Dignidad       | 2,18  |
| Manuela Castañeira        | Eduardo Mulhall                |                      | Movimiento al Socialismo                  | 0,71  |
| Alejandro Biondini        | Enrique Venturino              |                      | Frente Patriota                           | 0,24  |
| Raúl Albarracín           | Sergio Pastore                 |                      | Movimiento de Acción Vecinal              | 0,14  |
| José Antonio Romero Feris | Guillermo Sueldo               |                      | Partido Autonomista Nacional              | 0,13  |

#### Präsidentschaftswahlen
Am 28. Oktober 2019 bekanntgegebenes Zwischenergebnis nach der Auszählung von 97,13 % der abgegebenen Stimmen. Die Wahlbeteiligung lag bei 80,86 %:
| Wahlformel                | Wahlformel                     | Partei bzw. Wahlbündnis | Partei bzw. Wahlbündnis                   | Stimmen    | %       |
| Präsident/Präsidentin     | Vizepräsident/Vizepräsidentin  | Partei bzw. Wahlbündnis | Partei bzw. Wahlbündnis                   | Stimmen    | %       |
| ------------------------- | ------------------------------ | ----------------------- | ----------------------------------------- | ---------- | ------- |
| Alberto Fernández         | Cristina Fernández de Kirchner |                         | Frente de Todos                           | 12.473.709 | 48,10 % |
| Mauricio Macri            | Miguel Ángel Pichetto          |                         | Juntos por el Cambio                      | 10.470.607 | 40,37 % |
| Roberto Lavagna           | Juan Manuel Urtubey            |                         | Consenso Federal                          | 1.599.707  | 6,16 %  |
| Nicolás del Caño          | Romina Del Plá                 |                         | Frente de Izquierda y de los Trabajadores | 561.214    | 2,16 %  |
| Juan José Gómez Centurión | Cynthia Hotton                 |                         | Frente NOS                                | 443.507    | 1,71 %  |
| José Luis Espert          | Luis Rosales                   |                         | Unite por la Libertad y la Dignidad       | 382.820    | 1,47 %  |

Fernández trat sein Amt am 10. Dezember 2019 an.

## Parlamentswahlen

### Wahlen zur Cámara de Diputados
Am 27. Oktober wurden 130 der 257 Abgeordneten im Argentinischen Unterhaus (Cámara de Diputados) gewählt. Die Wahlen fanden in allen Provinzen statt. Auch aus diesen Wahlen ging die Justizialistische Partei (PJ) als Sieger hervor und gewann 68 Sitze (+ 0), Cambiemos erzielte 56 Sitze (+ 9), sonstige Gruppierungen bekamen 6 Sitze (- 9).

### Wahlen zum Senado
Am 27. Oktober wurden 24 der 72 Senatoren gewählt. Die Wahlen fanden in den folgenden acht Provinzen statt: Ciudad de Buenos Aires, Chaco, Entre Ríos, Neuquén, Río Negro, Salta, Santiago del Estero und Tierra del Fuego. Jede Provinz entsendet 3 Senatoren, wobei die siegreiche Partei zwei Sitze und die zweitplatzierte Partei einen Sitz erhält. Gewinner der Wahl war die Justizialistische Partei (PJ) mit 15 Sitzen (+ 3), gefolgt von Cambiemos mit 8 Sitzen (+ 0). Andere Parteien bekamen einen Sitz (- 3).